# Gare de Ménil-Flin
Gare de Ménil-Flin vasútállomás Franciaországban, Flin településen.

## Vasútvonalak
Az állomást az alábbi vasútvonalak érintik:
- Lunéville-Saint-Dié-vasútvonal

## Kapcsolódó állomások
A vasútállomáshoz az alábbi állomások vannak a legközelebb:
- Gare de Chenevières
- Gare d’Azerailles